# 8729 Descour
8729 Descour (1996 VZ12) là một tiểu hành tinh vành đai chính được phát hiện ngày 5 tháng 11 năm 1996 bởi Spacewatch ở Kitt Peak.